# Rosjkachochi
Rosjkachochi (georgiska: როშკახოხი) är ett berg i Georgien. Det ligger i den nordöstra delen av landet, i regionen Mtscheta-Mtianeti. Toppen på Rosjkachochi är 3 554 meter över havet. Närmaste större samhälle är Stepantsminda, 18 km nordväst om Rosjkachochi.